# Culinária de São Paulo
A culinária do Estado de São Paulo se desenvolveu, principalmente, no período de povoamento da capital, entre os séculos XVI e XVII. Os pratos trazem produtos facilmente encontrados na terra, como o milho e o trigo.
Durante a colonização, os bandeirantes aderiram também aos hábitos dos índios, por motivos de sobrevivência. A farinha de mandioca já era parte da alimentação, por resistir a longas expedições.
As regiões do estado apresentam também diferentes costumes. No litoral, os elementos da cultura portuguesa, como bolinhos e ensopados, são predominantes. Já no interior, a culinária tem mais traços da tradição dos tropeiros e os pratos levam mandioca frita e feijão gordo, por exemplo. Entre os pratos populares, estão o bife à parmegiana, virado e o cuscuz-paulista. Na capital, a picanha, bauru, o lanche de mortadela, a coxinha, beirute, americano, entre outros.

## Os principais pratos da culinária tradicional paulista

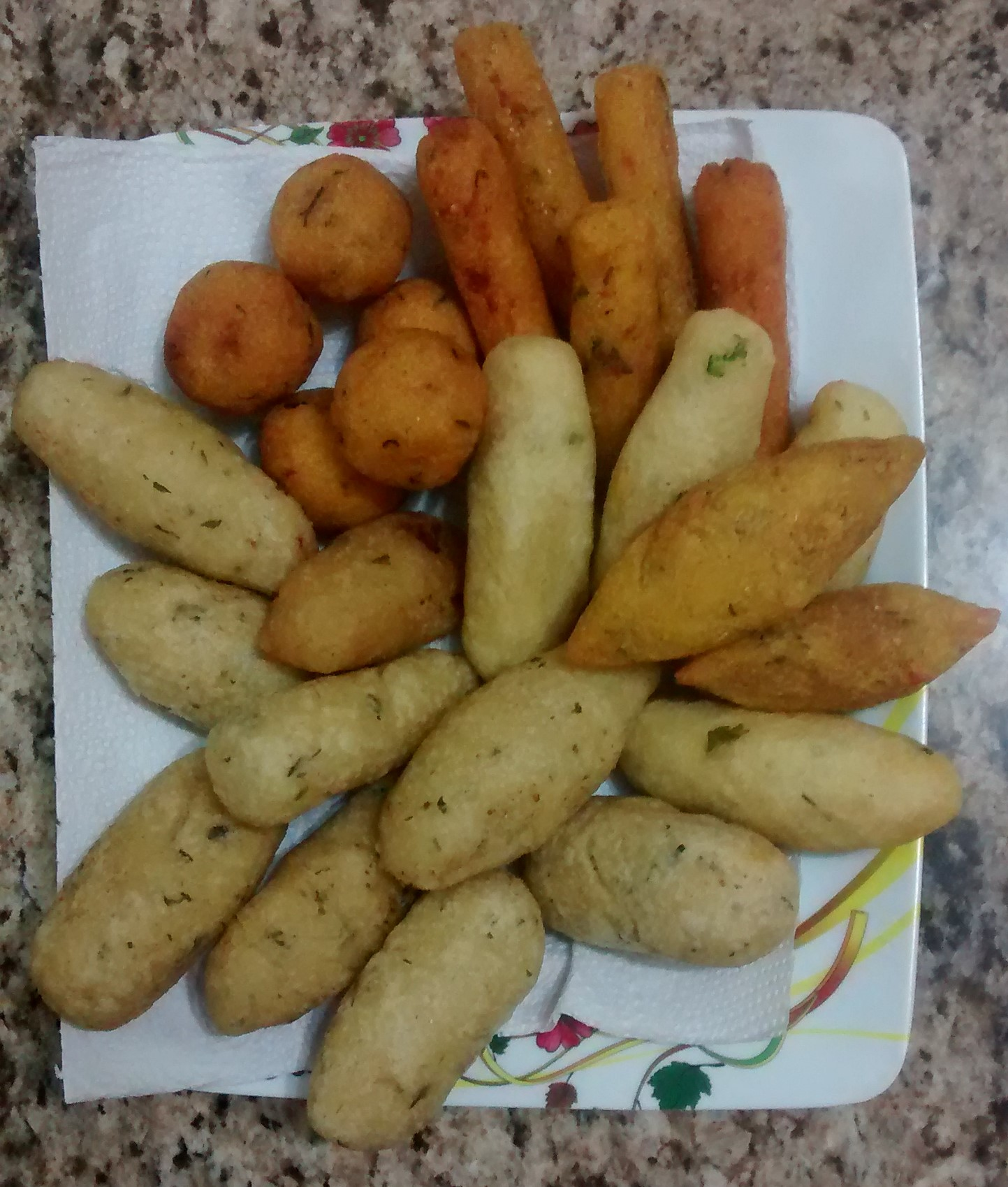
O Bolinho Caipira é um salgado bem popular na região do Vale do Paraíba

São Paulo por ser o precursor da cultura caipira, é também berço da Culinária Caipira, que é um conjunto de pratos típicos do interior de São Paulo e da Paulistânia. Com a partida dos bandeirantes paulistas no desbravamento do sertão do Brasil, disseminou-se o que conhecemos hoje como cultura caipira por diversos estados, estes Bandeirantes isolaram-se em roças levando consigo estes pratos tradicionais, tornando-se os atuais pratos caipiras que conhecemos hoje, ajudando a enriquecer ainda mais a culinária de estados que fazem parte da cultura caipira.

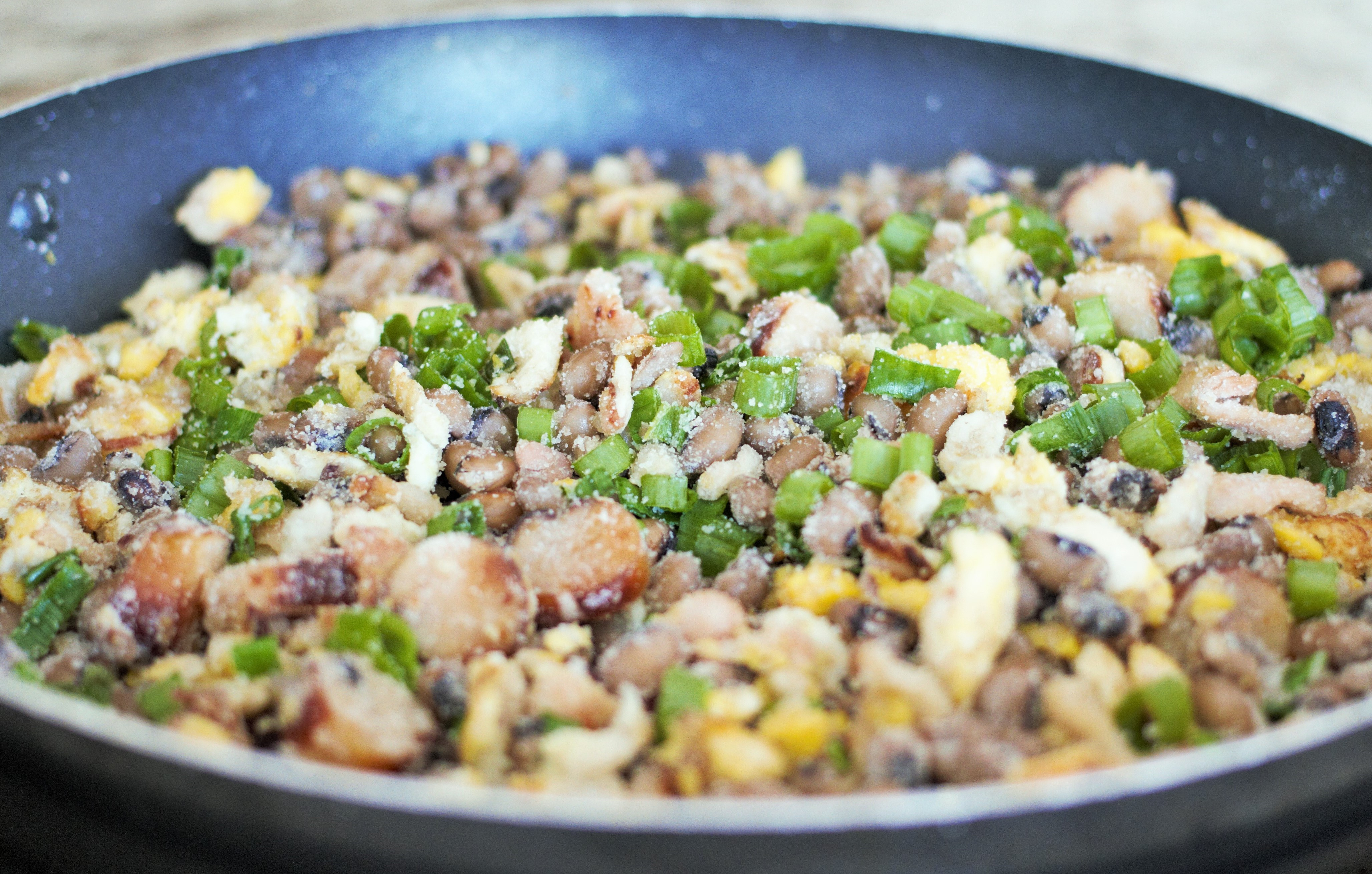
O Feijão Tropeiro é um prato típico paulista, mas também é bastante disseminado em Minas Gerais, principalmente no sul do estado.

O sociólogo Antônio Candido destaca todo o eixo de expansão e difusão da cultura bandeirante como Paulistânia. Nos primórdios eram feitos no fogo de chão na trempe, o fogão dos tropeiros, onde as panelas ficavam apoiadas em pedras em formato de triângulo ou penduradas em uma armação de três varas em estilo tripé por cima do fogo e que podiam ser de ferro ou de pau verde, e às vezes no chamado tucuruva, um fogão improvisado no meio do cupinzeiro, com o passar dos tempos ganhou altura e formato no que é hoje o tradicional fogão a lenha, onde normalmente é feita a maioria dos pratos típicos.

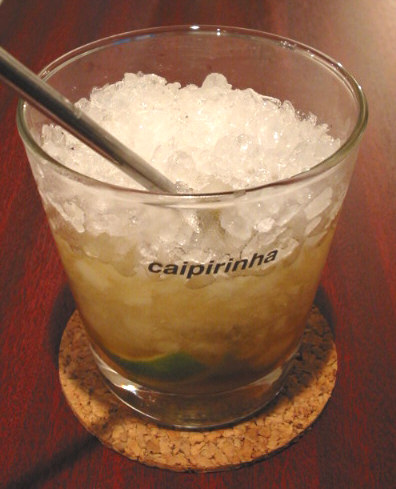
A caipirinha é uma bebida típica paulista, criada por fazendeiros latifundiários na região de Piracicaba.

Destacam-se os principais pratos:
- Afogado[2]
- Americano (sanduíche)
- Angu
- Bauru
- Beirute
- Bife à parmegiana
- Bolinho Caipira
- Bolinho de chuva
- Buraco Quente
- Cabidela miúda
- Café Tropeiro
- CaipirinhaA caipirinha é uma bebida típica paulista, criada por fazendeiros latifundiários na região de Piracicaba.
- Coxinha
- Curau
- Cuscuz-paulista
- Doce de bananinha
- Espeto de rojão
- Farofa de Içá
- Feijão Tropeiro
- Furrundum
- Galinhada
- Leitão à Pururuca
- Linguiça Bragantina
- Misto-quente
- Paçoca de amendoim
- Pamonha
- Pé de moleque
- Picanha
- Quentão
- Rosquinhas de pinga
- Taiada
- Torta holandesa
- Vaca Atolada
- Virado à paulista[3][2]

### Virado à paulista

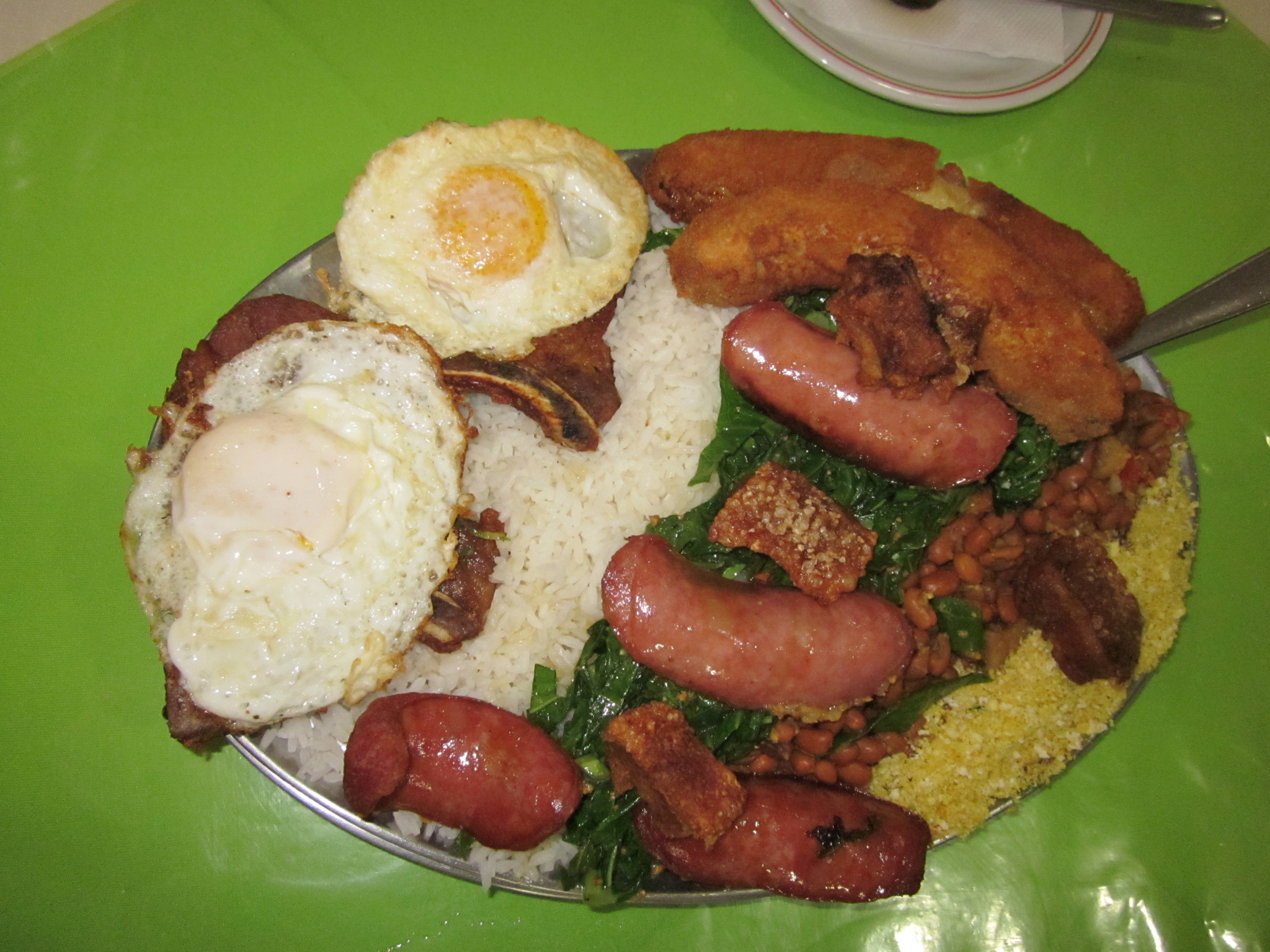
O Virado à Paulista começou a ser feito na época da colonização.

O prato é preparado com feijão cozido e refogado em cebola, alho e gordura, mexido com farinha de milho ou mandioca. Pode variar entre bisteca e costeleta suína frita. Acompanha banana empanada, ovo, couve, torresmo e arroz.
Nos registros históricos conta-se que já era consumido por bandeirantes e tropeiros paulistas, sendo um dos principais pratos mais antigos da culinária caipira.

### Tutu de feijão
Para fazer o tutu, o feijão deve ser cozido, refogado e engrossado com farinha de mandioca ou de milho.

## Na capital
A capital do estado tem sua própria diversificação na culinária e os bairros se dividem em diferentes heranças gastronômicas. Na Liberdade, a culinária oriental é predominante, e no Bixiga, a culinária italiana. Entre as comidas imperdíveis, estão o sanduíche de mortadela do Mercadão e o lanche de pernil do Estadão.

### Bauru

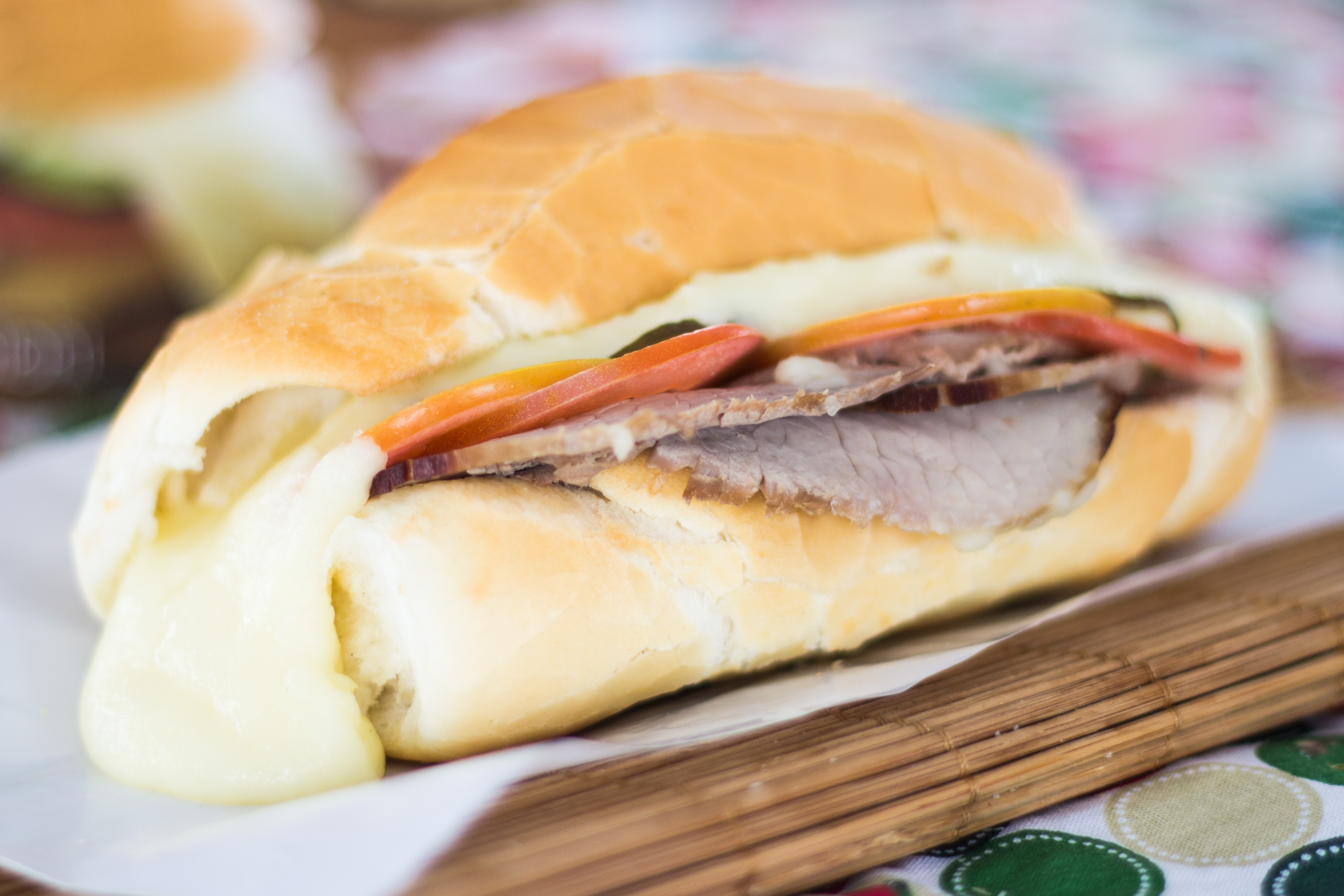
O Bauru foi criado na capital, mas é comido em todo o estado.

O lanche foi inventado e popularizado em um restaurante da capital, o Ponto Chic. Originalmente, contém pão francês, rosbife, tomate, picles e queijos derretidos.

### Beirute
Criado em 1951 no Jardim Paulista o sanduíche é composto por  pão sírio, queijo muçarela, zatar, rosbife e tomate. Essa receita acabou sendo alterada em diversos lugares.

### Coxinha

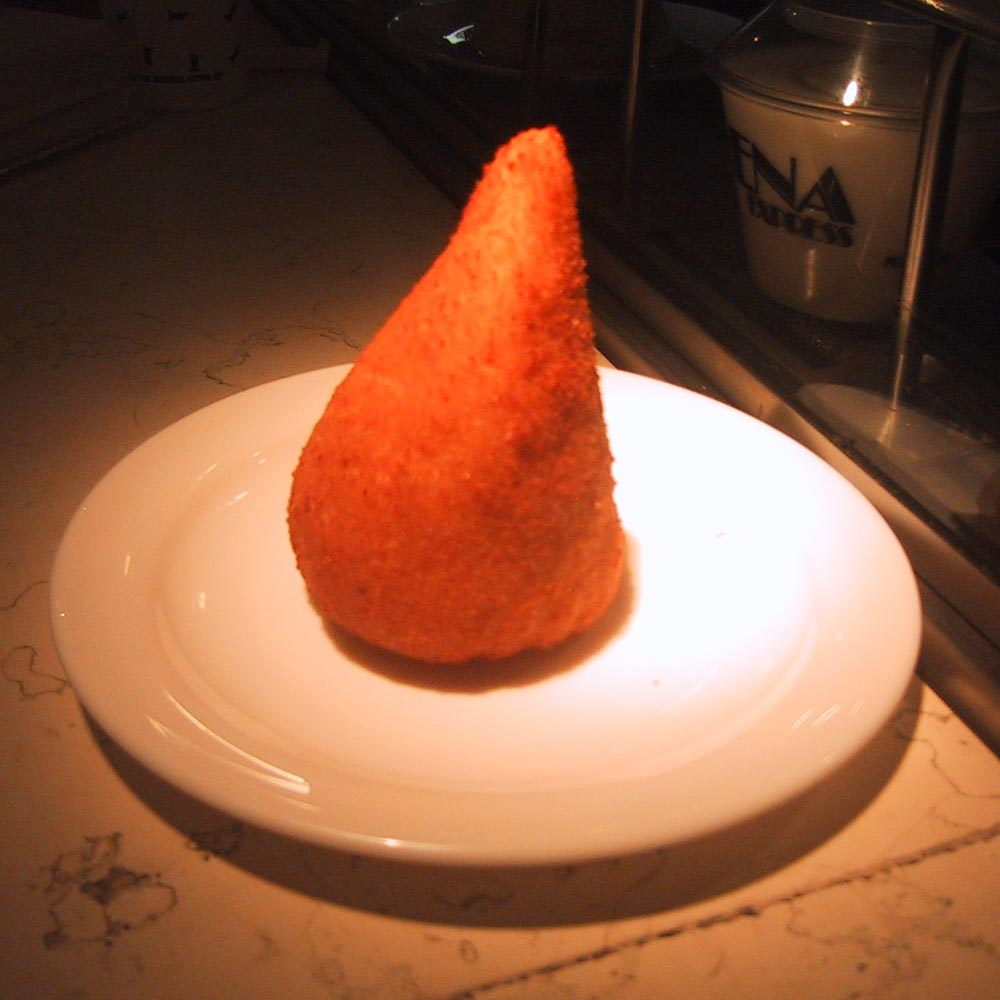
A Coxinha é um salgado típico paulista e bem tradicional em São Paulo, mas também bastante consumido em todo o Brasil.

Apesar de existirem discussões sobre onde a coxinha foi criada, os especialistas normalmente citam a Grande São Paulo como local de origem, durante a industrialização, criou-se o salgado como uma alternativa às coxas de galinha que eram vendidas nas portas de fábrica à época.

## Culinária típica caiçara (região litorânea)

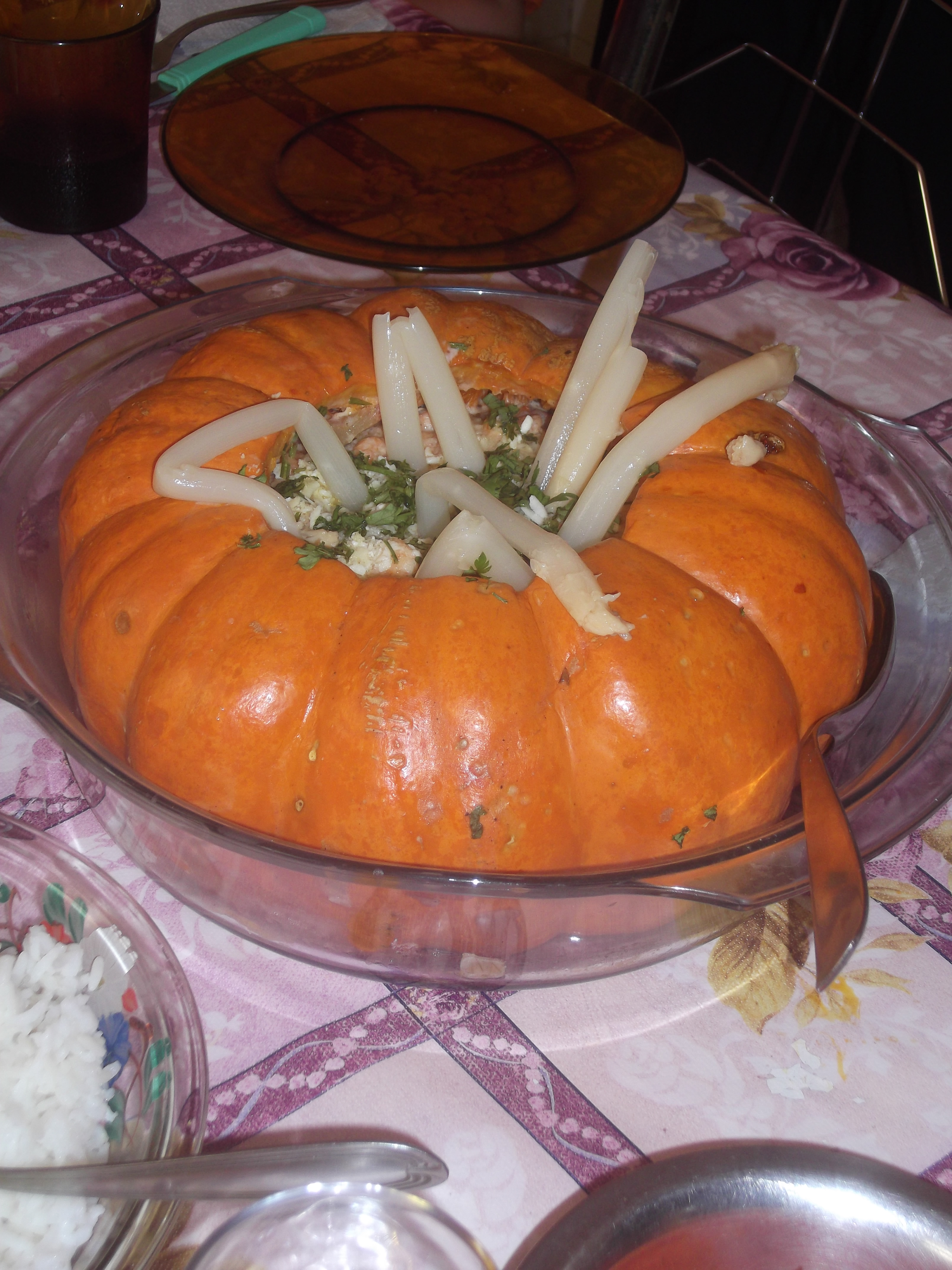
Camarão na moranga é um prato típico da culinária caiçara, litorânea

A cultura caiçara e a cultura caipira podem parecer bem similares. A estrutura da casa caiçara tradicionalmente era a mesma do caipira do interior: paredes de pau-a- pique e telhado de sapê de duas águas, algumas vezes caiada. O chão era de terra batida e os móveis escassos. No entanto, a cultura caiçara possui uma ligação especial com o mar, um dos fatores que a diferenciam da cultura caipira. Atualmente os caiçaras e sua cultura estendem-se ao litoral paulista, litoral paranaense e Paraty, que fazia parte da Capitania de São Paulo mas foi transferida para o Rio de Janeiro.
Dentre os mais famosos pratos da culinária caiçara são:
- Azul marinho
- Bolinho de taioba
- Caldeirada de caranha
- Camarão com chuchu
- Camarão na moranga
- Ensopadinho de Mandi
- Meca santista
- Pirão de bagre